# 弗雷德里克·西
| 858 El Djezaïr | 1916年5月26日 | MPC |
| 859 Bouzaréah  | 1916年10月2日 | MPC |

弗雷德里克·西（法語：Frédéric Sy，1861年—1917年）是一名法國天文學家。
1879年至1887年間，他在巴黎天文台工作；1887至1918年間，他在北非阿爾及爾天文台擔任助理天文學家。在阿爾及爾工作期間，他發表了大量有關小行星和彗星的文章，並且是天文學家弗朗索瓦·貢內西亞特的同事。
西是小行星858和小行星859的發現者和命名者。這兩顆小行星的名稱來自阿爾及爾天文台附近的地點。
他於1919年獲法國科學院頒發瓦爾茲獎。1951年，小行星1714以他的名字命名。